# Рейнхарт, Иоганн Кристиан
Иога́нн Кристиа́н Рейнха́рт (нем. Johann Christian Reinhart; 24 января 1761, Хоф — 9 июня 1847, Рим, Римское некатолическое кладбище) — немецкий живописец и гравёр. Наряду с Йозефом Антоном Кохом, он был одним из основателей классицистической пейзажной живописи и романизма в немецком искусстве.

## Биография
Родился в Баварии в семье католического священнослужителя. Первоначально намеревался посвятить себя изучению богословия, но, находясь в 1778 году в Лейпциге, увлекся искусством и поступил в ученики к Адама Фридриха Эзеру. Проведя некоторое время в Дрездене, в мастерской Иоганна Кристиана Кленгеля, и в Мейнингене, Рейнхарт в 1789 году отправился в Рим, где посвятил себя почти исключительно пейзажной живописи. Работал в стиле Пуссена и Клода Лоррена, в техниках масляной живописи, темперы и офорта, изображая виды римской Кампании. 
К числу самых известных картин Рейнхарта, в частности, относятся 8 исторических пейзажей, написанных темперой на стенах одной из комнат виллы Массими в Риме (1835). Число гравюр Рейнхарта доходит до 170; они изображают животных, пейзажи Италии, современные художнику и исторические, а также сцены из жития святого Губерта, особо почитавшегося в Баварии.

## Галерея

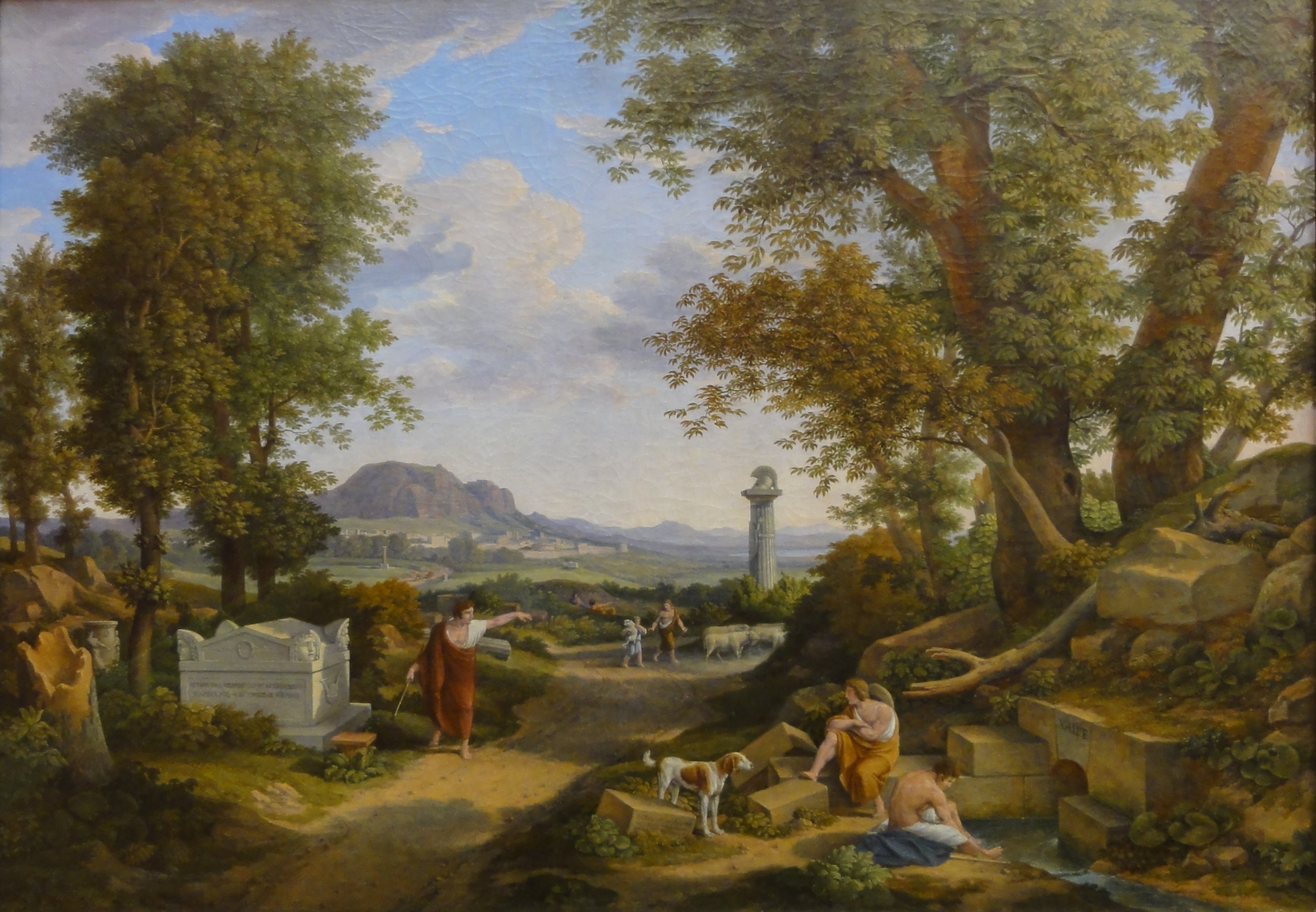
Изобретение Каллимахом коринфского ордера. 1846, Новая пинакотека, Мюнхен.
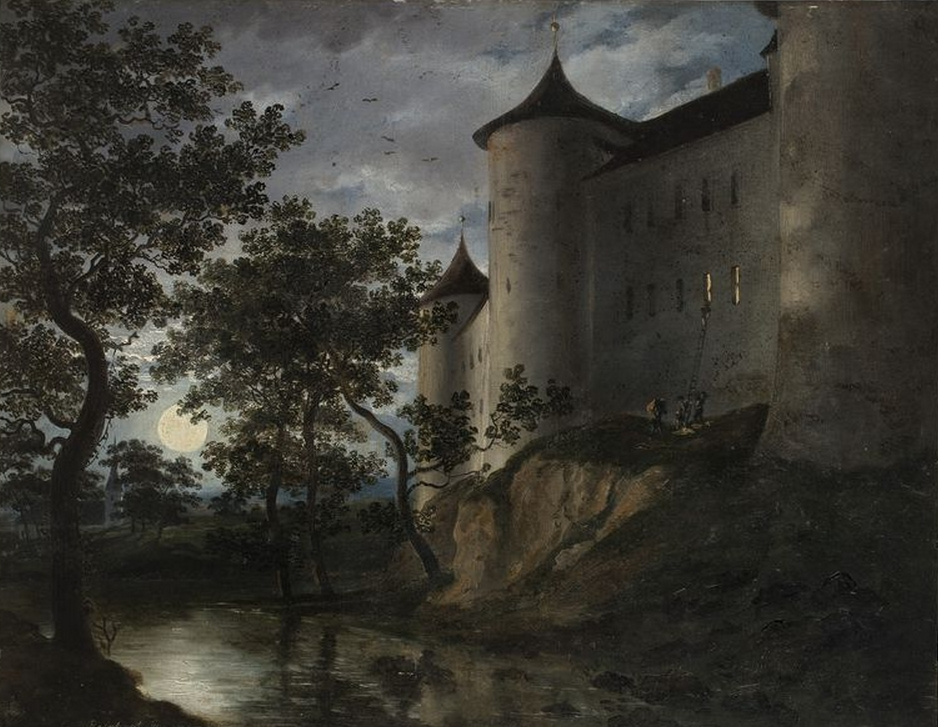
Похищение саксонских принцев, 1785.
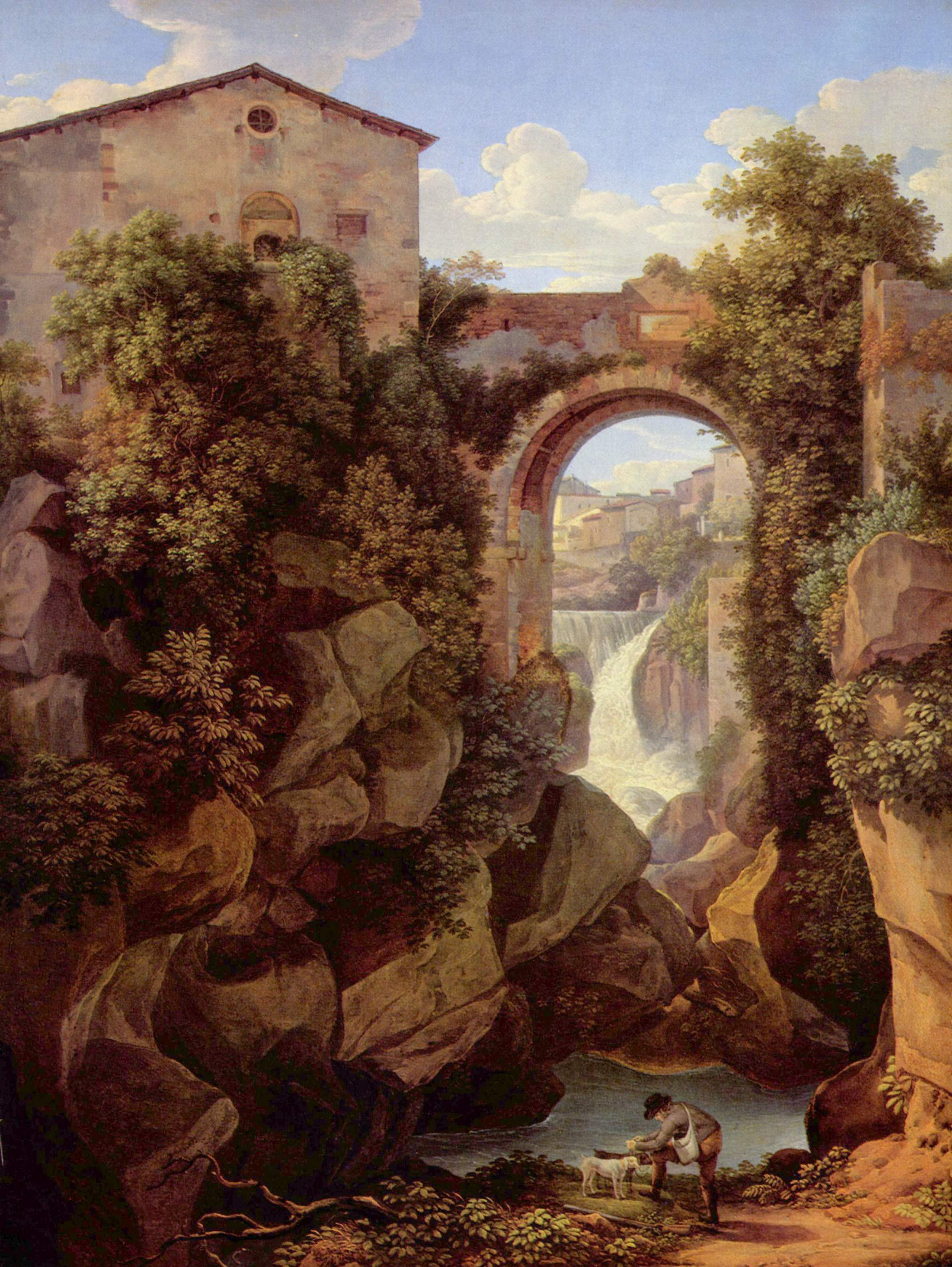
Вид на Тиволи, 1813, Музей Георга Шёффера (нем.), Швайнфурт, Бавария.
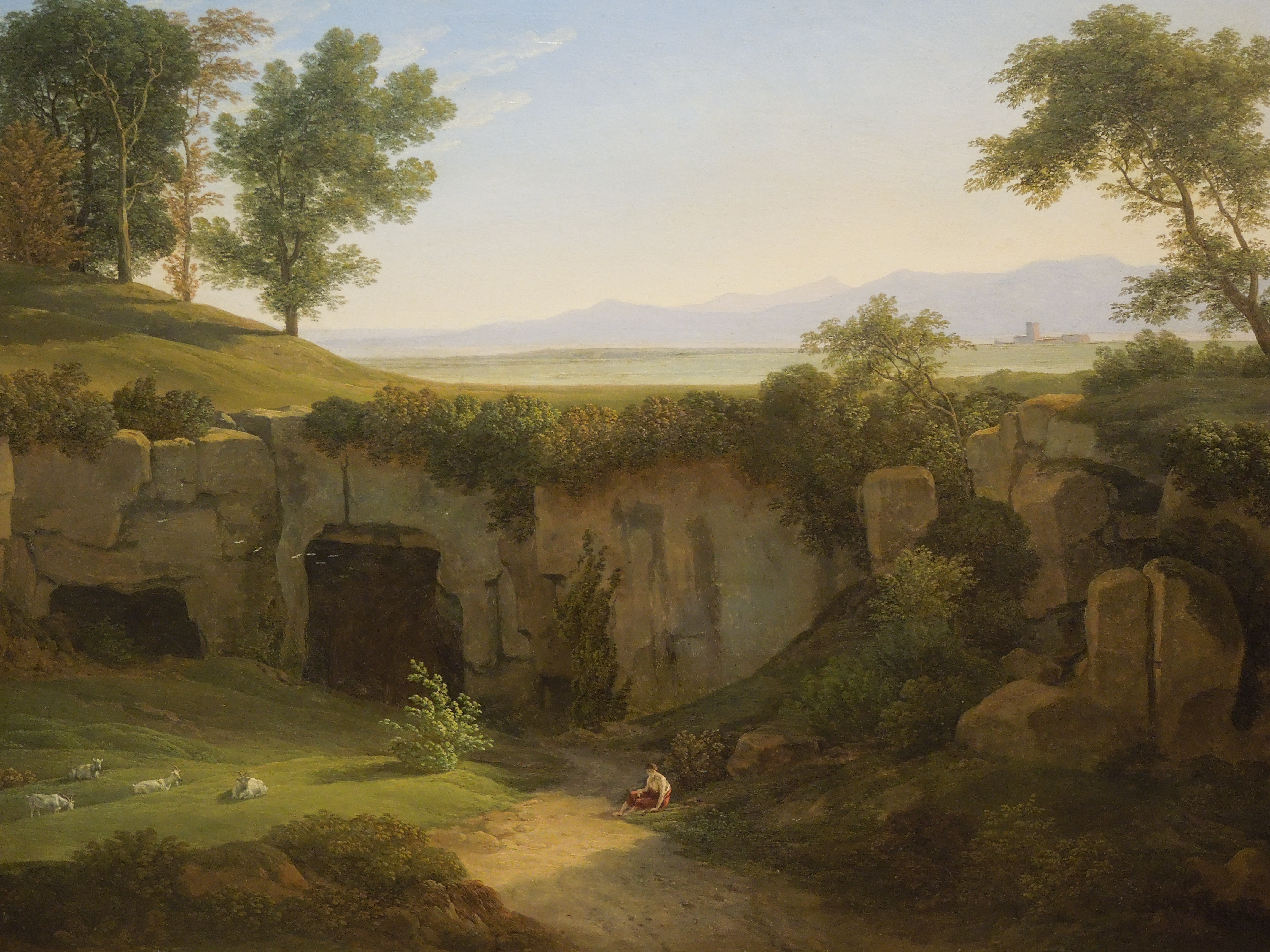
Скальные гроты около Черваро. 1812, Национальный музей (Вроцлав).
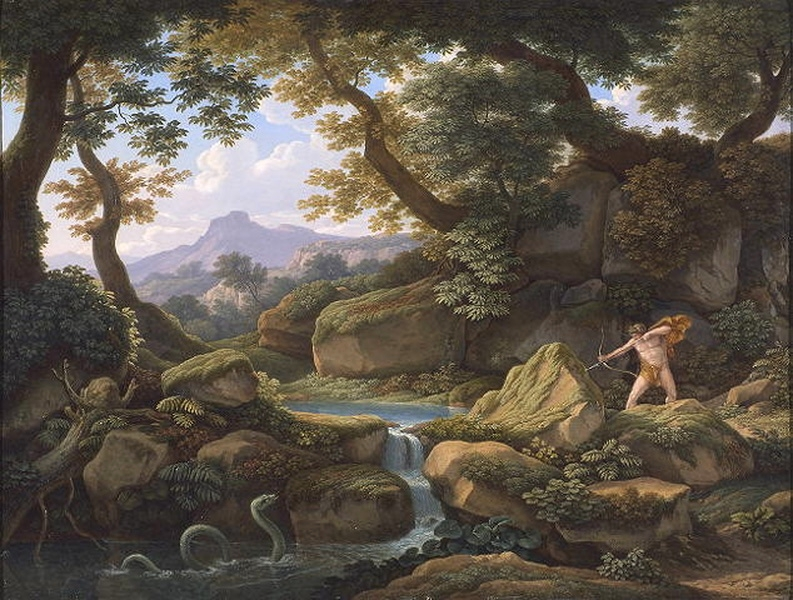
Битва Аполлона с Пифоном, 1817, Музей Вальрафа-Рихарца, Кёльн.
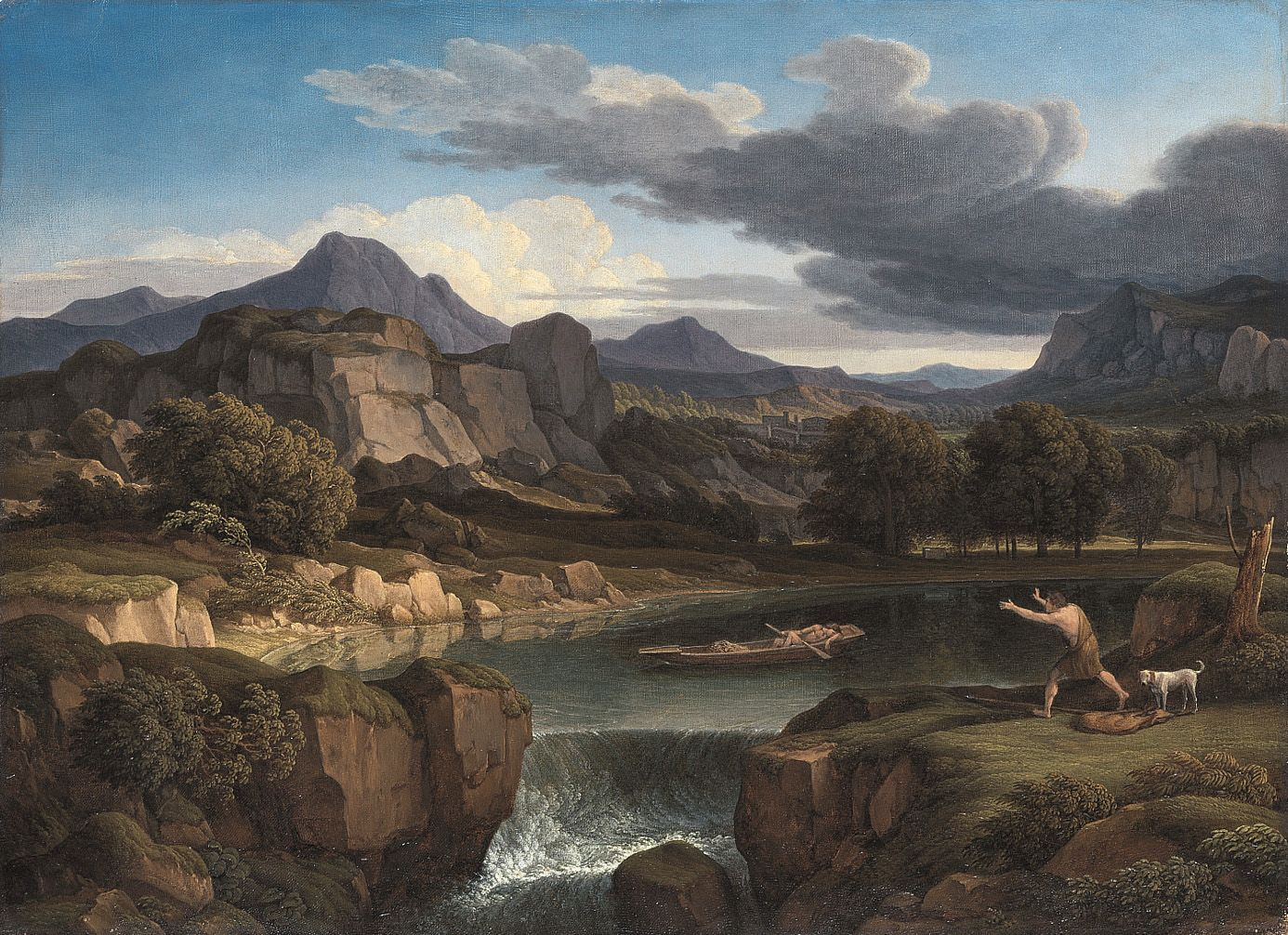
Ветреный пейзаж с горным озером и водопадом, 1831, Новая пинакотека, Мюнхен.